# Farmington (Meteorit)
Koordinaten: 39° 45′ 0″ N, 97° 2′ 0″ W
Farmington ist ein Meteorit, der als Steinmeteorit vom Typ L5-Chondrit klassifiziert wird. Er ist am 25. Juni 1890 in Kansas (USA) gefallen. Die gefundene Masse belief sich auf 89,3 kg.
Wegen seiner für L-Chondriten ungewöhnlichen schwarzen Farbe gehört Farmington zu den sogenannten schwarzen Chondriten (engl. black chondrites). Es wird vermutet, dass solche Meteorite ein starkes Schockereignis (Impakt, Kollision) erfahren haben. Farmington ist zudem der Steinmeteorit mit dem kürzesten gemessenen Bestrahlungsalter von etwa 30.000 Jahren.
Siehe auch: Liste von Meteoriten